# Garnahovit
Garnahovit (en arménien Գառնահովիտ ; jusqu'en 1946 Adyaman) est une communauté rurale du marz d'Aragatsotn, en Arménie. Elle compte 454 habitants en 2009.